# حركة القيام
حركة القيام هي جماعة صغيرة متمردة تنشط في شمال سوريا خلال الحرب الأهلية السورية. وتم تشكيلها لمكافحة قوات سوريا الديمقراطية (قسد)، بقيادة وحدات حماية الشعب. وادعت في بيان رسمي أن هدفها هو حماية السلامة الإقليمية لسوريا ومكافحة حزب الاتحاد الديمقراطي، الذي تدعي أنه انفصالي و«إمبريالي».
نفذت حركة القيام عددا من عمليات اغتيال بإطلاق النار سيرا على الأقدام وباستخدام دراجات نارية.
كما استخدمت الأجهزة المتفجرة المرتجلة. وفي أحد الهجمات التي وقعت في نوفمبر 2017، استخدمت جهاز متفجر مرتجل لأذى محمد أبو عادل، قائد مجلس منبج العسكري التابع لقسد.

## وصلات خارجية
- الحساب الرسمي على تويتر